# Československá basketbalová liga 1967/1968
1. basketbalová liga 1967/1968 byla v Československu nejvyšší ligovou basketbalovou soutěží mužů, v ročníku 1. ligy hrálo 12 družstev, která se po základní části rozdělila na dvě poloviny po šesti družstvech, které pokračovala v zápasech doma – venku o boji o titul a o záchranu. Spartak Brno ZJŠ  získal dvanáctý titul mistra Československa,  Slavia VŠ Praha skončila na 2. místě a Sparta Praha na 3. místě. Z ligy sestoupila tři družstva. Ze třech nováčků sestoupil Bohemians Praha, zachránili se Slovan Bratislava a Spartak Metra Blansko. Sestoupila družstva RH Pardubice a Baník Prievidza.
Konečné pořadí:
1. Spartak Brno ZJŠ (mistr Československa 1968) – 2. Slavia VŠ Praha – 3. Sparta Praha – 4. Dukla Olomouc – 5. Slávia VŠ Bratislava – 6. Iskra Svit – 7. NHKG Ostrava – 8. Slovan Bratislava – 9. Spartak Metra Blansko  - další 3 družstva sestup z 1. ligy:   10. RH Pardubice – 11. Bohemians Praha – 12. Baník Prievidza

## Systém soutěže
Všech dvanáct družstev odehrálo dvoukolově každý s každým (zápasy doma – venku), každé družstvo odehrálo 22 zápasů, poté po rozdělení do dvou skupin podle pořadáí každé družstvo ve skupině odehrálo dalších 10 zápasů (doma – venku), tedy celkem 32 zápasů.

## Konečná tabulka 1967/1968
| Poř. | Tým                     | Z  | V  | P  | Skóre     | Body |
| ---- | ----------------------- | -- | -- | -- | --------- | ---- |
| 1.   | Spartak Brno ZJŠ        | 32 | 30 | 2  | 3065:2487 | 62   |
| 2.   | Slavia VŠ Praha         | 32 | 26 | 6  | 2981:2340 | 58   |
| 3.   | Sparta Praha            | 32 | 19 | 13 | 2462:2322 | 51   |
| 4.   | Dukla Olomouc           | 32 | 17 | 15 | 2534:2509 | 49   |
| 5.   | Slávia VŠ Bratislava    | 32 | 16 | 16 | 2427:2383 | 48   |
| 6.   | Iskra Svit              | 32 | 16 | 16 | 2367:2437 | 48   |
|      |                         |    |    |    |           |      |
| 7.   | NHKG Ostrava            | 32 | 18 | 14 | 2504:2441 | 50   |
| 8.   | Slovan ChZJD Bratislava | 32 | 13 | 19 | 2305:2541 | 45   |
| 9.   | Spartak Metra Blansko   | 32 | 13 | 19 | 2242:2448 | 45   |
| 10.  | RH Pardubice            | 32 | 11 | 21 | 2340:2593 | 43   |
| 11.  | Bohemians Praha         | 32 | 7  | 25 | 2029:2404 | 39   |
| 12.  | Baník Prievidza         | 32 | 6  | 26 | 2415:2759 | 38   |

## Sestavy (hráči, trenéři) 1967/1968
- Spartak Brno ZJŠ: František Konvička, Vladimír Pištělák, Zdeněk Bobrovský, Jan Bobrovský, Robert Mifka, Jiří Pospíšil), Jambor, Cvrkal, Vlk, Bílý, Kovařík, Ivan Bobrovský, Novický, Ballon-Mierný, Zanáška. Trenér Ivo Mrázek
- Slavia VŠ Praha:  Jiří Zídek, Jiří Zedníček, Jiří Růžička, Karel Baroch, Jiří Ammer, Jiří Šťastný, Bohumil Tomášek, Jiří Konopásek, Jaroslav Křivý, Jan Blažek, Robert Mifka, Jiří Lizálek, Tomáš, Knop. Trenér Jiří Baumruk
- Sparta Praha: Milan Voračka, Zdeněk Douša, Petr Kapoun, Jiří Marek, Vladimír Mandel, Celestín Mrázek, Silvestr Vilímec, Jan Mrázek, Jan Strnad, František Babka, Ladislav Nenadál, František Cikán, Helinský, Medveď, Chaloupka. Trenér Vladimír Heger
- Dukla Olomouc: Pavel Pekárek, Jaroslav Kovář, Jan Mrázek,  Zdeněk Hummel, Dzurilla, R. Gabáni, Tomajko, Janál, Martínek, Zanáška, Kolár, Šrámek. Trenér Drahomír Válek
- Slávia VŠ  Bratislava:  Sako, Bahník, Lošonský, Maurovič, Maresch, Géze, Blaškovič, Šimek, Tóth, Házel, Doležel, Gregor, Filan. Trenér J. Šimkovič
- Iskra Svit: Jozef Straka, Karol Horniak, Horňanský, Preisler, Matula, Siráni, Setnička, Brychta, Molokáč, Fabišík, Rusnák. Trenér Pavel Antal
- NHKG Ostrava:  Vlastimil Hrbáč, Pavel Škuta, Terč, Khýr, M. Kostka, Smékal, Sehnal, Hradílek, Riegel, Krajc, Schneider, P.Bôhm. Trenér Jan Kozák
- Slovan ChZJD Bratislava: Ján Hummel, Drescher, Farkaš, Žiak, Mikletič, Wágner, Ištvánfy, Mozola, Frič, Meszároš, Brenčič, Trnovský, Čuda, Bizoň, R. Gabáni, J. Gabáni. Trenér M. Teplý
- Spartak Metra Blansko: Nerad, Dubš, F. Pokorný, Matuška, Paril, Tribula, Kraváček, Molí, F. Fojtík, P. Pokorný, I. Paruch. Trenér I. Nerad
- RH Pardubice:  Skřivánek, Jaroslav Slanička, Z. Paruch, J. Kováŕ, Bílý, Rôhrich, Miroslav Dostál, Krýzl, Šmarda, Brendl, Kalhous, P. Kováŕ, Málek. Trenér Luboš Bulušek
- Bohemians Praha: Svoboda, Michl, J. Žák, Rittenauer, Kotásek, Poš, Fryč, Bendl, Čížek, Forejt, Hradil, Živný, Mlynář, Holec, Hucl. Trenér V. Nejedlý
- Baník Prievidza:  J. Kostka, Milota, Ňuchalík, Ivan Chrenka, Palkovič, Vlčko, Huliak, R. Tallo, Štec, Páleník, Tänzer, Kmeť. Trenér J. Pasovský

## Zajímavosti
- Spartak Brno ZJŠ v Poháru evropských mistrů 1967/68 skončil na 2. místě, odehrál 11 zápasů (7-4, 968-860), v semifinále výhra nad Simmenthal Olimpia Miláno (Itálie) (103-86, 63-64) a prohra ve finále s Real Madrid 95-98. Body Brna ve finále: František Konvička 27, Jan Bobrovský 24, Vladimír Pištělák 14, Petr Novický 13, Zdeněk Bobrovský 9, Vlastimil Cvrkal 4, Zdeněk Vlk 2, Tomáš Jambor 2. Trenér Ivo Mrázek
- Slavia VŠ Praha v Poháru vítězů pohárů 1967/68 skončil na 2. místě, odehrál 7 zápasů (5-2, skore 581-496), v semifinále výhra nad ASK Vorwärts Lipsko, NDR (98-76, 58-57), porážka ve finále v Athénách před návštěvou více než 65 tisíc diváků s AEK Athény, Řecko 82-89. Body ve finále: Jiří Zídek 31, Jiří Růžička 21, Robert Mifka 16, Karel Baroch 12, Bohumil Tomášek 2, dále hráli Jiří Ammer, Jaroslav Křivý, Jiří Konopásek. Trenér Jiří Baumruk.
- Vítězem ankety Basketbalista roku 1967  byl František Konvička.
- „All Stars“ československé basketbalové ligy – nejlepší pětka hráčů basketbalové sezóny 1967/68: František Konvička, Jiří Zídek, Vladimír Pištělák, Jan Bobrovský, Jiří Růžička.